# مثلث قصي ضلعي
المثلث القصي الضلعي (بالإنجليزية:Sternocostal triangle) أو يسمى بفتحة مورغاني وهو عبارة عن فتحتين صغيرتين تقعان بين اتصال الحجاب الحاجز بعظمة القص والأضلاع. تمر العديد من التراكيب المهمة عبر تلك الفتحتين وتشمل الشريانان الشرسوفيان العلويان كنهاية للشريان الصدري الغائر والأوردة والأوعية الليمفاوية المصاحبة لهما.
تُعرف أيضًا بالفجوة القصيّة الضلعية ومثلث لاري.

## التسمية
تم تسميتها نسبة إلى عالم التشريح الإيطالي جيوفاني باتيستا مورغاني.

## الأمراض
يمكن أن تكون تلك الفتحتان مكان لحدوث فتق مروغاني، وهو أحد أنواع الفتق الحجابي الخلقي "Congenital diaphragmatic hernia"

## وصلات خارجية
- grossanatomy/dissector/practical/thorax/thorax7.html في موقع (MedEd) التابع لجامعة لويولا.